# Chaussin
Chaussin és un municipi francès situat al departament del Jura i a la regió de Borgonya - Franc Comtat. L'any 2007 tenia 1.601 habitants.

## Demografia

### Població
El 2007 la població de fet de Chaussin era de 1.601 persones. Hi havia 697 famílies de les quals 236 eren unipersonals (84 homes vivint sols i 152 dones vivint soles), 225 parelles sense fills, 164 parelles amb fills i 72 famílies monoparentals amb fills.
La població ha evolucionat segons el següent gràfic:
Habitants censats

### Habitatges
El 2007 hi havia 788 habitatges, 708 eren l'habitatge principal de la família, 29 eren segones residències i 51 estaven desocupats. 624 eren cases i 159 eren apartaments. Dels 708 habitatges principals, 472 estaven ocupats pels seus propietaris, 220 estaven llogats i ocupats pels llogaters i 16 estaven cedits a títol gratuït; 3 tenien una cambra, 52 en tenien dues, 163 en tenien tres, 215 en tenien quatre i 275 en tenien cinc o més. 547 habitatges disposaven pel capbaix d'una plaça de pàrquing. A 386 habitatges hi havia un automòbil i a 238 n'hi havia dos o més.

### Piràmide de població
La piràmide de població per edats i sexe el 2009 era:
| Homes | Edats   | Dones |
| ----- | ------- | ----- |
| 0     | 95 o +  | 2     |
| 5     | 90 a 94 | 5     |
| 6     | 85 a 89 | 35    |
| 6     | 80 a 84 | 24    |
| 42    | 75 a 79 | 61    |
| 23    | 70 a 74 | 52    |
| 50    | 65 a 69 | 60    |
| 30    | 60 a 64 | 33    |
| 36    | 55 a 59 | 44    |
| 51    | 50 a 54 | 40    |
| 74    | 45 a 49 | 58    |
| 54    | 40 a 44 | 61    |
| 33    | 35 a 39 | 54    |
| 31    | 30 a 34 | 30    |
| 48    | 25 a 29 | 57    |
| 46    | 20 a 24 | 35    |
| 58    | 15 a 19 | 83    |
| 53    | 10 a 14 | 55    |
| 54    | 5 a 9   | 47    |
| 17    | 0 a 4   | 29    |

## Economia
El 2007 la població en edat de treballar era de 932 persones, 661 eren actives i 271 eren inactives. De les 661 persones actives 605 estaven ocupades (329 homes i 276 dones) i 55 estaven aturades (24 homes i 31 dones). De les 271 persones inactives 108 estaven jubilades, 59 estaven estudiant i 104 estaven classificades com a «altres inactius».

### Ingressos
El 2009 a Chaussin hi havia 755 unitats fiscals que integraven 1.648 persones, la mediana anual d'ingressos fiscals per persona era de 16.419 €.

### Activitats econòmiques
Dels 115 establiments que hi havia el 2007, 2 eren d'empreses extractives, 3 d'empreses alimentàries, 1 d'una empresa de fabricació d'elements pel transport, 1 d'una empresa de fabricació d'altres productes industrials, 15 d'empreses de construcció, 26 d'empreses de comerç i reparació d'automòbils, 8 d'empreses de transport, 7 d'empreses d'hostatgeria i restauració, 6 d'empreses financeres, 3 d'empreses immobiliàries, 13 d'empreses de serveis, 19 d'entitats de l'administració pública i 11 d'empreses classificades com a «altres activitats de serveis».
Dels 35 establiments de servei als particulars que hi havia el 2009, 1 era una oficina d'administració d'Hisenda pública, 1 gendarmeria, 1 oficina de correu, 3 oficines bancàries, 1 funerària, 3 tallers de reparació d'automòbils i de material agrícola, 1 taller d'inspecció tècnica de vehicles, 2 paletes, 3 guixaires pintors, 2 fusteries, 3 lampisteries, 1 electricista, 2 empreses de construcció, 5 perruqueries, 1 veterinari, 1 restaurant, 2 agències immobiliàries, 1 tintoreria i 1 saló de bellesa.
Dels 16 establiments comercials que hi havia el 2009, 1 era un hipermercat, 2 fleques, 2 carnisseries, 2 llibreries, 2 botigues de roba, 1 una botiga de roba, 1 una botiga d'equipament de la llar, 2 botigues de material esportiu, 1 una botiga de material de revestiment de parets i terra i 2 floristeries.
L'any 2000 a Chaussin hi havia 16 explotacions agrícoles que ocupaven un total de 693 hectàrees.

## Equipaments sanitaris i escolars
El 2009 hi havia 1 farmàcia i 1 ambulància.
El 2009 hi havia 1 escola maternal i 1 escola elemental. Chaussin disposava d'un col·legi d'educació secundària amb 417 alumnes.

## Poblacions més properes
El següent diagrama mostra les poblacions més properes.